# Nidia Bermejo
Nidia Rocío Bermejo Pineda (Lima, 6 de mayo de 1979) es una actriz de cine, televisión y teatro, docente y directora peruana. 
Dentro de su amplia trayectoria actoral, es conocida por haber protagonizado la telenovela Avenida Perú, bajo el papel de María Fe Flores, y las teleseries Nacida para triunfar como la cantante folclórica Sonia Morales, De vuelta al barrio como Felicitas Condori y Al fondo hay sitio como Olinda Zapallal. 
En el teatro peruano, fue protagonista de la obra La cautiva, bajo la dirección de Chela de Ferrari, interpretando al personaje de María Josefa Flores.

## Biografía

### Primeros años
Nacida en la capital Lima el 6 de mayo de 1979, es proveniente de una familia de clase humilde, naturales de Puno, departamento del sur peruano. 
Comenzó a llevar clases de actuación desde temprana edad. 

### Trayectoria
En 2004, debuta en la actuación a los 25 años participando en la película Diarios de motocicleta, interpretando a una enfermera proveniente de la sierra peruana. 
Tras haber interpretado cortos papeles en series y películas, participó como Yuli en la película Chicha tu madre en 2006 y alcanzó la fama asumiendo por primera vez el rol protagónico en la serie biográfica Nacida para triunfar, bajo la producción de Efraín Aguilar en 2008, interpretando a la cantante folclórica Sonia Morales en su etapa adulta.
Además, tuvo unas participaciones internacionales en el documental The Lima siege: Hora cero de la cadena Discovery Channel en 2007 y en la película La deuda en 2015, obteniendo la nominación de Mejor actriz de reparto en el Festival de Málaga.
Protagonizó la serie de televisión Avenida Perú en 2013, interpretando a María Fe Flores y la obra teatral La cautiva en 2015, bajo la dirección de Chela de Ferrari, siendo nominada a los Premios AIBAL en la categoría Mejor actriz de obra de teatro. Retomó el rol en las temporadas 2017 y 2022. Además, protagoniza la obra La noche árabe al lado de Marcello Rivera en 2016.
En 2017 vuelve a asumir el rol protagónico participando en la película La hora final, dirigido por Eduardo Mendoza de Echave, interpretando a la policía Gabriela Coronado; que recibió a finales de año la nominación a los Premios Luces en la categoría Mejor actriz de cine.
Tiempo después, en 2018 comienza a participar en la serie de televisión cómica De vuelta al barrio en el papel estelar de la empleada del hogar Felicitas Condori, quién sería la esposa del vendedor de la bodega del barrio de San José, Oliverio Mayta.
Bermejo dirigió las obras Éste sol es falso en 2011 y Reflejo animal en 2021. A la par, se dedica por un tiempo a la docencia en el rol de profesora de teatro, realizando talleres de actuación.
Desde el año 2024, participa en el reparto principal de la teleserie Al fondo hay sitio, bajo el personaje de Olinda Zapallal, la segunda esposa de Gilberto Collazos.

## Filmografía

### Televisión
- Eva del Edén (2004) como Juana Hualca (Rol principal).
- María de los Ángeles (2004) como Martha (Rol principal).
- Viento y arena (2005)
- Perú campeón (2006)
- Asi es la vida (2006)
- The Lima siege: Hora cero (2007)
- Nacida para triunfar (2008) como Sonia Violeta Morales Márquez (Rol protagónico).[5]
- Clave uno: médicos en alerta (2009) como Helena Ruíz Ochoa (Rol de invitada especial).
- Mercado de los milagros (2011)
- Avenida Perú (2013) como María Fe Flores Donayre (Rol protagónico).[7]
- De vuelta al barrio (2018-2019, 2021) como Felicitas Noelia Condori Quispe (Rol principal y de invitada especial).[13][15]
- Al fondo hay sitio (desde 2024) como Olinda Zapallal / «Tortolita» / «Abuelinda» (Rol principal).[16]

### Cine
- Diarios de motocicleta (2004) como una de las enfermeras (Rol principal).
- Cuando el cielo es azul (2004)
- Chicha tu madre (2006) como Yuli (Rol principal).
- Una sombra al frente (2007) como Jacinta (Rol principal).
- Rehenes (2010) como Lucía (Rol coprotagónico).
- Ukukos, ekekos, pishktacos y lankacos (2012)
- La deuda (2015)[6]
- La hora final (2017) como Gabriela Coronado (Rol protagónico).[11]
- Me haces bien (2017)

### Teatro
- Sermones (2020)[17]
- La cautiva (2015, 2017, 2022) como María Josefa Flores (Rol protagónico).[9][8]
- La noche árabe (2016)[10]
- Éste sol es falso (2011) como ella misma (Directora).
- Reflejo animal (2021) como ella misma (Directora).

## Premios y nominaciones
| Año  | Premios                      | Categorías                     | Trabajo       | Resultado | Ref.   |
| ---- | ---------------------------- | ------------------------------ | ------------- | --------- | ------ |
| 2017 | Premios Luces de El Comercio | Mejor actriz de cine           | La hora final | Nominada  | [ 12 ] |
| 2015 | Premios AIBAL                | Mejor actriz de obra de teatro | La cautiva    | Nominada  |        |
| 2015 | Festival de Málaga           | Mejor actriz de reparto        | La deuda      | Nominada  |        |